# Terugzetplicht
Terugzetplicht is de plicht tot het terugzetten van gevangen vis van een bepaalde diersoort bij sportvisserij.
De regelgeving biedt een oplossing voor overbevissing van bedreigde vissoorten zoals paling.